# Liste der Naturschutzgebiete im Alb-Donau-Kreis
Im Alb-Donau-Kreis gibt es 33 Naturschutzgebiete. Für die Ausweisung von Naturschutzgebieten ist das Regierungspräsidium Tübingen zuständig. Nach der Schutzgebietsstatistik der Landesanstalt für Umwelt, Messungen und Naturschutz Baden-Württemberg (LUBW) stehen 1759,99 Hektar der Kreisfläche unter Naturschutz, das sind 1,30 Prozent.
| Name                                                                 | Bild | Kennung            | Einzelheiten | Position | Fläche Hektar | Datum         |
| -------------------------------------------------------------------- | ---- | ------------------ | --- | -------- | ------------- | ------------- |
| Rabensteig                                                           |      | 4.051 WDPA: 82357  | Blaubeuren Steile Süd- und Südwesthänge des Tiefentals im Bereich des Weißen Jura. Flachgründiger, stellenweise steiniger Boden mit lockerem, ungleichaltrigem Bestand von Buche, eingestreut Ahorn und Esche. Geröllhänge zum Teil bestockt mit Hasel, Spitz- und Bergahorn, Esche, Bergulme und Sommerlinde. Auf kleiner Fläche finden sich die wichtigsten Waldgesellschaften der Albsteilhänge nebeneinander; Bannwald (LWaldG § 32). | ⊙        | 27,0          | 31. März 1959 |
| Salenberg                                                            |      | 4.052 WDPA: 82474  | Lonsee Sehr schöne Albschafweide auf einem Westhang im Weißen Jura, zwischen 570 und 640 m Höhe gelegen; schöner Bestand von Wacholder und einzelnen Buchen und Eichen. Durch Ausbreitung der Gehölze ist der Charakter des Gebietes stark gefährdet. | ⊙        | 28,7          | 8. Mai 1942   |
| Langenauer Ried                                                      |      | 4.053 WDPA: 164347 | Langenau, Rammingen (Württemberg) Rest der ehemals verbreiteten Flachmoorvegetation des heute kultivierten Donauriedes, welches sich im tektonischen Senkungsgebiet des Donautales entwickelt hat. Im größten Teil des Gebietes neben größeren Schilfflächen verhältnismäßig artenarme Pfeifengraswiesen, an tieferen Stellen Großseggen-Bestände. Eingestreut Gebüschgruppen mit Faulbaum und verschiedenen Weiden. | ⊙        | 79,6          | 10. Nov. 1981 |
| Arnegger Ried                                                        |      | 4.060 WDPA: 81316  | Blaustein Niedermoor im Blautal. Großseggen-Gesellschaften im Wechsel mit nur noch fragmentarisch ausgebildeten Röhrichten. In den ehemaligen Torfstichen tritt als Verlandungsgesellschaft das Schnabelseggen-Ried auf. Die Fieberklee-Ausbildung führt zur Bildung von Schwingdecken und Ausbildung des Drahtseggen-Zwischenmoores mit Schlenken, in denen die Gesellschaft des Kleinen Wasserschlauches siedelt. Das Arnegger Ried ist außerdem von ornithologischer Bedeutung. | ⊙        | 20,3          | 30. Aug. 1972 |
| Schmiechener See                                                     |      | 4.072 WDPA: 82534  | Allmendingen (Württemberg), Schelklingen Ein fast verlandeter See an der tiefsten Stelle einer Schlinge des alten Donaulaufs. Die nur noch kleinflächig vorhandenen freien Wasserflächen werden eingefasst von vielfältigen Verlandungsgesellschaften (Teichbinsen- und Schilfröhricht, Großseggengesellschaften), die hier besonders typisch ausgebildet sind; floristische Seltenheiten. Als Rast- und Brutplatz hat der Schmiechener See auch ornithologische Bedeutung. | ⊙        | 50,6          | 21. Dez. 1973 |
| Blauer Steinbruch                                                    |      | 4.086 WDPA: 81417  | Ehingen (Donau) Ehemalige Materialentnahmestelle mit unterschiedlichen Sukzessionsstadien, die von Gesteinsschutthalden über die Seeflächen bis zu anmoorigem Gelände mit Kalktuff und zum Mischwald reicht. | ⊙        | 5,2           | 12. Dez. 1980 |
| Pfaffenwert                                                          | BW   | 4.101 WDPA: 82317  | Ehingen (Donau) Altwasser und rekultivierter Baggersee mit auf Feuchtgebiete angewiesenen seltenen Pflanzen- und Tiergesellschaften; Rast- und Mauserplatz durchziehender Vogelarten. | ⊙        | 10,1          | 12. Nov. 1982 |
| Gedüngtes Ried                                                       | BW   | 4.122 WDPA: 163207 | Ehingen (Donau), Schemmerhofen Niedermoor inmitten landwirtschaftlich intensiv genutzter Landschaft als Lebensraum für zahlreiche geschützte Pflanzen- und Tierarten. Rest der ehemals ausgedehnten Ingerkinger Riede (vergl. NSG 4.91 „Schand“). | ⊙        | 17,4          | 29. März 1985 |
| Braunsel                                                             |      | 4.175 WDPA: 162543 | Emeringen, Rechtenstein Donaufeuchtwiesen, Schilfflächen, Seggenbestände und der Braunsellauf als Lebensraum für Brutvögel und durchziehende Vogelarten; Donauterrasse mit Hangwald, Kalkfelsen, Hecken und Halbtrockenrasen. | ⊙        | 40,2          | 10. Jan. 1991 |
| Mönchsteig                                                           |      | 4.185 WDPA: 164658 | Nellingen Heidelandschaft in typischem Erscheinungsbild mit daran gebundener extensiver Landwirtschaft als Schafweide; Magerwiesen mit vielen geschützten Tier- und Pflanzenarten; aufgelockerter, gegliederter Waldsaum mit vielen Vogelarten. | ⊙        | 49,9          | 20. Feb. 1991 |
| Umenlauh                                                             | BW   | 4.204 WDPA: 165987 | Allmendingen (Württemberg), Ehingen (Donau) Letzte Reste intakter Biozönosen des ehemals ausgedehnten Allmendinger Riedes; Schilfflächen, Erlenbrüche und nasse Gräben als Reservate für Teich-, Übergangs- und Niedermoorgesellschaften (NR: Mittlere Flächenalb). | ⊙        | 36,3          | 10. Juni 1992 |
| Bleich                                                               |      | 4.212 WDPA: 162452 | Merklingen Offene Heidefläche mit zahlreichen Pflanzengesellschaften, wie beweidete Halbtrockenrasen, Kalkmagerwiesen, eingesprengte Trockenrasen und Felsstandorte, Hecken und Gebüsche; Zeuge früherer Wirtschaftsweise. | ⊙        | 9,8           | 3. Dez. 1992  |
| Geißrucken                                                           |      | 4.213 WDPA: 163223 | Merklingen Typische Wacholderheide der Schwäbischen Alb mit zahlreichen Pflanzengesellschaften, bestehend aus: submediterranen Trespen-Halbtrockenrasen, thermophilen Saumgesellschaften, Gebüschen und Einzelbäumen; extensive Schafbeweidung. | ⊙        | 10,1          | 3. Dez. 1992  |
| Sandburr                                                             | BW   | 4.214 WDPA: 165302 | Merklingen Für die Schwäbische Alb typische Wacholderheide mit zahlreichen Pflanzengesellschaften, bestehend aus: beweideten Halbtrockenrasen, Kalkmagerwiesen mit eingesprengten bodensauren Kleinflächen, Saumgesellschaften und mosaikartig eingesprengte Trockenrasen und Felsstandorte. | ⊙        | 10,9          | 3. Dez. 1992  |
| Galgenberg                                                           |      | 4.217 WDPA: 163188 | Laichingen Ehemalige Schafweide von landschaftsprägender Eigenart und Schönheit, als Relikt früherer Nutzungsweise, mit extensiv genutzten Flächen; Bindeglied im Heideverbund Laichingen-Merklingen-Nellingen; durch das artenreiche Vegetationsmosaik bedingt -reichhaltige Insektenfauna. | ⊙        | 8,5           | 20. Jan. 1993 |
| Hungerberg                                                           |      | 4.225 WDPA: 163829 | Ehingen (Donau) Ehemalige Schafweide von landschaftsprägender Eigenart und Schönheit als Relikt früherer Wirtschaftsweise; Enzian-Kammschmielengesellschaft der ehemals beweideten Kalkmagerrasen; Magerwiesen-, Trockenrasen- und Halbtrockenrasenvegetation, Hecken und Gebüsche, Saumgesellschaften sowie Laubbaumbestände; durch das artenreiche Vegetationsmosaik bedingte reichhaltige Insektenfauna, darunter zahlreiche Schmetterlings- und Heuschreckenarten. | ⊙        | 12,5          | 16. Aug. 1993 |
| Heuhofer Weg                                                         | BW   | 4.226 WDPA: 163669 | Ehingen (Donau) Durch wechselnde Nutzung entstandene, artenreiche Vegetation, die von einem kleinräumigen Mosaik verschiedenster Pflanzengesellschaften geprägt ist; landschaftsprägende Schönheit und Eigenart als kulturhistorisch bedeutsamer Bereich; Magerrasen mit Enzian-Kammschmielengesellschaft, eingesprengte Trockenrasenvegetation, Lesesteinriegel mit Weißdorn für zahlreiche Vogelarten bedeutsam; durch das artenreiche Vegetationsmosaik bedingte, artenreiche Insektenfauna, darunter zahlreiche Tagfalterarten und Widderchen.                                                              | ⊙        | 11,8          | 16. Aug. 1993 |
| Heiden im Langen Tal                                                 |      | 4.243 WDPA: 163588 | Laichingen Kalkmagerweiden auf der Laichinger Kuppenalb mit extensiv genutzten Wiesen als Zufluchtsort für viele stark gefährdete Pflanzen- und Tierarten. | ⊙        | 30,7          | 8. Juni 1994  |
| Kuhberg                                                              |      | 4.244 WDPA: 164279 | Laichingen Heidefläche mit, von Mensch und Tier geprägtem Kalkmagerrasen; extensive Landwirtschaft als Schafweide; große Artenvielfalt auf eng begrenzter und isolierter Fläche. | ⊙        | 9,0           | 8. Juni 1994  |
| Hungerbrunnental                                                     |      | 4.260 WDPA: 163830 | Altheim (Alb) Kalkmager- bzw. Schafweiden (Wacholderheiden) mit eingestreuten Wiesen und angrenzende Obstwiesen; Zufluchtsort zahlreicher licht- und wärmeliebender Pflanzen- und Tierarten; Höhlensystem mit Fledermausbeständen; Steinbruch als geologischer Aufschluss. | ⊙        | 29,9          | 10. Mai 1995  |
| Kleines Lautertal                                                    |      | 4.262 WDPA: 164136 | Berghülen, Blaubeuren, Blaustein Hochwertige Wacholderheide mit Steppenheideelementen und verschiedenen Sukzessionsstadien mit der äußerst vielfältigen und seltenen Flora und Fauna der Trocken- und Halbtrockenrasen, Felsstandorte und rutschende Trockenhänge; naturnahe Waldgesellschaften sollen gefördert werden im Trockental und den schattigen Talhängen; offenes Wiesental mit mäandrierender Kleinen Lauter. | ⊙        | 278,5         | 25. Juli 1995 |
| Laichinger Eichberg                                                  |      | 4.266 WDPA: 164327 | Laichingen Kalkmagerweiden mit eingestreuten, extensiv genutzten Wiesen; Halbtrockenrasen, Magerrasen- und Heideflächen im Verbund mit Feldgehölzen und Hecken; im Naturraum eine Besonderheit, Relikt früherer Wirtschaftsweise, von hohem landeskundlichen Wert; Schürfgruben als landeskulturelle, Doline als erdgeschichtliche Denkmale. | ⊙        | 26,2          | 1. März 1996  |
| Heiden in Lonsee und Amstetten                                       | BW   | 4.272 WDPA: 163589 | Amstetten, Lonsee Landschaftstypische und kulturhistorisch bedeutsame Kalkmagerrasen, Wacholderheiden, Weidewälder, Wälder trockenwarmer Standorte sowie Reste der ehemals viel ausgedehnteren Weideflächen für Schafe in extensiver Hütehaltung. | ⊙        | 123,0         | 27. Sep. 1996 |
| Ehinger Galgenberg                                                   | BW   | 4.273 WDPA: 162872 | Ehingen (Donau) Restfläche der einst auf der Schwäbischen Alb weit verbreiteten Kalkmagerweiden im Verbund mit Hecken, Obstwiesen, Brachen, Wiesen, Ackerrainen und -säumen. Der hohe Vernetzungsgrad führt zu einer bemerkenswerten Artenvielfalt der Pflanzen- und Tierwelt im Schmiechtal. | ⊙        | 19,3          | 1. Okt. 1996  |
| Hausener Berg / Büchelesberg                                         | BW   | 4.275 WDPA: 163562 | Allmendingen (Württemberg), Ehingen (Donau) Zwei Restflächen der einst auf der Schwäbischen Alb weit verbreiteten Kalkmagerweiden im Verbund mit Trockenrasen, Hecken, Obstwiesen, Einzelbäumen, Brachen, mageren Wiesen, Ackerrainen und -säumen. Die Vernetzung führt zu einer bemerkenswerten Artenvielfalt der Pflanzen- und Tierwelt im Schmiechtal. | ⊙        | 39,4          | 22. Okt. 1996 |
| Untere Hellebarten                                                   |      | 4.278 WDPA: 165997 | Blaubeuren Reich strukturiertes Ökosystem mit Kalkmagerrasen, Wiesen, Hecken, Brachen, Saumgesellschaften, Wald- und Felsstandorten, als Lebensraum für zahlreiche seltene Pflanzen- und Tierarten. | ⊙        | 29,0          | 23. Dez. 1996 |
| Sulzwiesen-Lüssenschöpfle                                            |      | 4.289 WDPA: 319188 | Ehingen (Donau) Unverbaute Auelandschaft im ehemaligen Überschwemmungsbereich der Donau und Riß als Lebensraum von Amphibien, Schmetterlingen, Libellen, Wiesen-, Feldgehölz-, Auwald- und Röhrichtbrütern; Nahrungsgründe ansässiger Storchenpaare; überregional bedeutender Rast- und Nahrungsraum für Zugvögel; Relikt der früheren Wirtschaftsweise mit landeskulturellem Wert; der Lebensraum soll möglichst verbessert und die Freizeitnutzung gesteuert werden. | ⊙        | 20,5          | 8. Apr. 1998  |
| Guggenbühl                                                           | BW   | 4.290 WDPA: 318480 | Emeringen Durch morphologische, geologische und klimatische Besonderheiten geprägte Wacholderheide mit wertvollen Magerrasen, Hecken- und Feldgehölzlebensgemeinschaften; Lebensraum einer gefährdeten Flora und Fauna und besonders der Insektenwelt der trockenwarmen Heide sowie der Hecken- und Gebüschbrüter; durch angepasste Nutzung oder Pflege als Magerrasen möglichst als Schafweide soll das Gebiet dauerhaft gesichert werden. | ⊙        | 10,0          | 14. Mai 1998  |
| Oberes Schmiechtal                                                   |      | 4.302 WDPA: 318890 | Schelklingen Drei landschaftsprägende Wacholderheiden mit faunistischer und floristischer Artenvielfalt. Diese für die Schwäbische Alb typischen Landschaftselemente nebst den direkt an die Heiden angrenzenden artenreichen Waldgesellschaften auf den Oberhängen, die Waldschlucht »Bärental« und die Felsen und Höhlen gilt es zu bewahren. Erhalten werden sollen auch die Vegetation und Fauna des Feuchtgebiets »Talwiesen am Schwarzen Weiher«; wertvolle Erholungsflächen. | ⊙        | 121,0         | 29. Juni 2001 |
| Ägenberg-Ofenloch                                                    |      | 4.305 WDPA: 318081 | Bernstadt (Alb), Langenau Landschaftsprägende Wacholderheide mit wertvollen Magerrasen, Erdanrissen, Hecken, Feldgehölzen und naturnahem Kiefernsukzessionswald; Lebensraum gefährdeter Pflanzen und Tiere, besonders Schmetterlinge und Wildbienen der trockenwarmen Heide sowie Hecken- und Gebüschbrüter; integraler Bestandteil einer Biotopvernetzung und Landschaftsentwicklung und Zeugnis der früheren Wirtschaftsweise von hohem landeskulturellem Wert; Sicherung der Heide als Weidefläche für Schafe in extensiver Hütehaltung, Einrichtung von extensivierten Pufferzonen, u. a. als Pferchflächen | ⊙        | 19,9          | 28. Mai 2002  |
| Laushalde                                                            |      | 4.306 WDPA: 318720 | Langenau Durch morphologische, geologische und klimatische Besonderheiten ausgezeichnete, landschaftsprägende Wacholderheide mit wertvollen Magerrasen, Felsen, Schotterhalden, Hecken, Feldgehölzen und naturnahem, landschaftsprägendem Edellaubwald zur Lebensraumsicherung von gefährdeten Pflanzen und Tieren; Sicherung der Heide als Weidefläche für Schafe in extensiver Hütehaltung, Einrichtung von extensivierten Pufferzonen, u. a. als Pferchflächen; integraler Bestandteil einer Biotopvernetzung.                                                                                               | ⊙        | 28,2          | 9. Juli 2002  |
| Breitinger Schönrain                                                 |      | 4.309 WDPA: 329299 | Breitingen Das Schutzgebiet besteht aus Wacholderheideresten, zahlreichen Gebüschen, Einzelbäumen und Feldhecken und einem Laubholz-Sukzessionswald, ähnlich einem Hudewald. Es liegt am Rand des sanft geschwungenen, wenig eingetieften Lonetals auf leicht geneigtem SW-exponiertem Talhang, der Nordteil auf der Flächenalb-Hochfläche. Die Umgebung wird als Ackerland und Wald genutzt – in der Lonetalaue gibt es auch Grünland. Ein öffentlicher Spiel- und Lagerplatz und die Bebauung um die „Schönrain-Mühle“ kennzeichnen das Gelände.                                                              | ⊙        | 7,0           | 1. Dez. 2003  |
| Flusslandschaft Donauwiesen zwischen Zwiefaltendorf und Munderkingen |      | 4.313 WDPA: 378082 | Emeringen, Lauterach (Alb-Donau-Kreis), Munderkingen, Obermarchtal, Rechtenstein, Untermarchtal Erhaltung und Förderung des weitgehend natürlichen oder naturnahen Zustandes des Flusslaufes der Donau mit den Uferbereichen, der Talaue, den Talhängen, dem Trockental des „Ur-Donauverlaufs“ sowie die Erhaltung und Förderung des von der Donau geschaffenen und von ihr und ihren Hochwässern heute noch geprägten Talraumes. | ⊙        | 582,0         | 14. März 2006 |
| Legende für Naturschutzgebiet                                        |      |                    | |          |               |               |